# Надгробни споменик Петру Анђелићу у селу Гуча
Надгробни споменик Петру Анђелићу у селу Гуча (†1841) налази се на Анђелића гробљу у селу Гуча, Општина Лучани. Рад драгачевског каменоресца Милоша Ковачевића.

## Опис
Споменик у облику стуба од од живичког пешчара. Текст епитафа уклесан је у правоугаоном, лучно надсвођеном пољу на западној страни споменика. Изнад је грчки крст са три омања круга. Преостали простор и бочне странице испуњени су концентричним кружницама урезаним помоћу пертеља − клесарског шестара. Споменик је добро очуван, прекривен дебелим слојем лишаја.

### Епитаф
Текст исписан предвуковском азбуком гласи:
1841 г.
овде поч(ива) петаръ янђелићъ из Гуче
поживи 51 г: и умрiе 8 септ:
спомянуга его сынь илiя
р.i.м: м. ков(ачевић)